# Susi Erdmann
Susi Erdmann (n. 29 ianuarie 1968, Blankenburg, Saxonia-Anhalt, Germania) este o sportivă ce a reprezentat Germania, medaliată olimpică. A participat la 5 ediții ale Jocurilor Olimpice (1992, 1994, 1998, 2002, 2006) în care a câștigat o medalie de argint și o medalie bronz în proba de sanie și o medalie de bronz în proba de bob.